# Collegio di Broadland and Fakenham
Broadland and Fakenham è un collegio elettorale situato nel Norfolk, nell'Est dell'Inghilterra, e rappresentato alla Camera dei comuni del Parlamento del Regno Unito. Elegge un membro del parlamento con il sistema first-past-the-post, ossia maggioritario a turno unico; l'attuale parlamentare è Jerome Mayhew del Partito Conservatore, che rappresenta il collegio dal 2019.
Fino al 2024 era noto con il nome di Broadland.

## Estensione

Broadland dal 2010 al 2024

Dal 2010 al 2024 il collegio comprendeva i ward del distretto di Broadland di Acle, Aylsham, Blofield with South Walsham, Brundall, Burlingham, Buxton, Coltishall, Drayton North, Drayton South, Eynesford, Great Witchingham, Hevingham, Horsford and Felthorpe, Marshes, Plumstead, Reepham, Spixworth with St Faiths, Taverham North, Taverham South e Wroxham, e i ward del distretto di North Norfolk di Astley, Lancaster North, Lancaster South, The Raynhams, Walsingham e Wensum.
Dal 2024 il collegio è costituito dai seguenti ward:
- nel distretto di Broadland: Acle, Aylsham, Blofield with South Walsham, Brundall, Burlingham, Buxton, Coltishall, Drayton North, Drayton South, Eynesford, Great Witchingham, Hevingham, Horsford and Felthorpe, Marshes, Plumstead, Reepham, Spixworth with St Faiths, Taverham North, Taverham South e Wroxham;
- nel distretto di North Norfolk: Astley, Lancaster North, Lancaster South, The Raynhams, Walsingham e Wensum.[1]

Il collegio prende il nome dall'omonimo distretto, in cui si trovano 20 dei suoi ward; sei ward provengono dal distretto di North Norfolk.
Il collegio di Broadland si estende da Great Yarmouth ad est fino al nord-ovest della contea; tra le attrazioni dell'area vi è il museo del vapore "Thursford Collection" a Thursford e Nostra Signora di Walsingham a Walsingham.

## Membri del parlamento
| Elezione | Elezione      | Deputato      | Partito      |
| -------- | ------------- | ------------- | ------------ |
|          | 2010          | Keith Simpson | Conservatore |
| 2019     | Jerome Mayhew |               | Conservatore |

## Elezioni

### Elezioni negli anni 2020
| Partito                    | Partito                                   | Candidato                  | Risultati 4 luglio 2024 | Risultati 4 luglio 2024 |
| Partito                    | Partito                                   | Candidato                  | Voti                    | %                       |
| -------------------------- | ----------------------------------------- | -------------------------- | ----------------------- | ----------------------- |
|                            | Conservatore                              | Jerome Mayhew              | 16 322                  | 32,97                   |
|                            | Laburista                                 | Iain Simpson               | 15 603                  | 31,51                   |
|                            | Reform UK                                 | Eric Masters               | 8 859                   | 17,89                   |
|                            | Lib Dem                                   | Leyla Hannbeck             | 5 526                   | 11,16                   |
|                            | Verdi                                     | Jan Davis                  | 3 203                   | 6,47                    |
|                            |                                           |                            |                         |                         |
| Iscritti                   | Iscritti                                  | Iscritti                   | 75 730                  | 100,00                  |
| ↳ Votanti (% su iscritti)  | ↳ Votanti (% su iscritti)                 | ↳ Votanti (% su iscritti)  | 49 513                  | 65,38                   |
| ↳ Astenuti (% su iscritti) | ↳ Astenuti (% su iscritti)                | ↳ Astenuti (% su iscritti) | 26 217                  | 34,62                   |
|                            |                                           |                            |                         |                         |
|                            | Esito: collegio confermato a Conservatore |                            |                         |                         |

### Elezioni negli anni 2010
| Partito                    | Partito                                   | Candidato                  | Risultati 12 dicembre 2019 | Risultati 12 dicembre 2019 |
| Partito                    | Partito                                   | Candidato                  | Voti                       | %                          |
| -------------------------- | ----------------------------------------- | -------------------------- | -------------------------- | -------------------------- |
|                            | Conservatore                              | Jerome Mayhew              | 33 934                     | 59,56                      |
|                            | Laburista                                 | Jess Barnard               | 12 073                     | 21,19                      |
|                            | Lib Dem                                   | Ben Goodwin                | 9 195                      | 16,14                      |
|                            | Verdi                                     | Andrew Boswell             | 1 412                      | 2,48                       |
|                            | The Universal Good Party                  | Simon Rous                 | 363                        | 0,64                       |
|                            |                                           |                            |                            |                            |
| Iscritti                   | Iscritti                                  | Iscritti                   | 78 151                     | 100,00                     |
| ↳ Votanti (% su iscritti)  | ↳ Votanti (% su iscritti)                 | ↳ Votanti (% su iscritti)  | 56 977                     | 72,91                      |
| ↳ Astenuti (% su iscritti) | ↳ Astenuti (% su iscritti)                | ↳ Astenuti (% su iscritti) | 21 174                     | 27,09                      |
|                            |                                           |                            |                            |                            |
|                            | Esito: collegio confermato a Conservatore |                            |                            |                            |

| Partito                    | Partito                                   | Candidato                  | Risultati 8 giugno 2017 | Risultati 8 giugno 2017 |
| Partito                    | Partito                                   | Candidato                  | Voti                    | %                       |
| -------------------------- | ----------------------------------------- | -------------------------- | ----------------------- | ----------------------- |
|                            | Conservatore                              | Keith Simpson              | 32 406                  | 57,90                   |
|                            | Laburista                                 | Iain Simpson               | 16 590                  | 29,64                   |
|                            | Lib Dem                                   | Steve Riley                | 4 449                   | 7,95                    |
|                            | UKIP                                      | David Moreland             | 1 594                   | 2,85                    |
|                            | Verdi                                     | Andrew Boswell             | 932                     | 1,67                    |
|                            |                                           |                            |                         |                         |
| Iscritti                   | Iscritti                                  | Iscritti                   | 77 308                  | 100,00                  |
| ↳ Votanti (% su iscritti)  | ↳ Votanti (% su iscritti)                 | ↳ Votanti (% su iscritti)  | 55 971                  | 72,40                   |
| ↳ Astenuti (% su iscritti) | ↳ Astenuti (% su iscritti)                | ↳ Astenuti (% su iscritti) | 21 337                  | 27,60                   |
|                            |                                           |                            |                         |                         |
|                            | Esito: collegio confermato a Conservatore |                            |                         |                         |

| Partito                    | Partito                                   | Candidato                  | Risultati 7 maggio 2015 | Risultati 7 maggio 2015 |
| Partito                    | Partito                                   | Candidato                  | Voti                    | %                       |
| -------------------------- | ----------------------------------------- | -------------------------- | ----------------------- | ----------------------- |
|                            | Conservatore                              | Keith Simpson              | 26 808                  | 50,50                   |
|                            | Laburista                                 | Chris Jones                | 9 970                   | 18,78                   |
|                            | UKIP                                      | Stuart Agnew               | 8 881                   | 16,73                   |
|                            | Lib Dem                                   | Steve Riley                | 5 178                   | 9,75                    |
|                            | Verdi                                     | Andrew Boswell             | 2 252                   | 4,24                    |
|                            |                                           |                            |                         |                         |
| Iscritti                   | Iscritti                                  | Iscritti                   | 74 680                  | 100,00                  |
| ↳ Votanti (% su iscritti)  | ↳ Votanti (% su iscritti)                 | ↳ Votanti (% su iscritti)  | 53 098                  | 71,10                   |
| ↳ Astenuti (% su iscritti) | ↳ Astenuti (% su iscritti)                | ↳ Astenuti (% su iscritti) | 21 582                  | 28,90                   |
|                            |                                           |                            |                         |                         |
|                            | Esito: collegio confermato a Conservatore |                            |                         |                         |

| Partito                    | Partito                                         | Candidato                  | Risultati 6 maggio 2010 | Risultati 6 maggio 2010 |
| Partito                    | Partito                                         | Candidato                  | Voti                    | %                       |
| -------------------------- | ----------------------------------------------- | -------------------------- | ----------------------- | ----------------------- |
|                            | Conservatore                                    | Keith Simpson              | 24 338                  | 46,20                   |
|                            | Lib Dem                                         | Daniel Roper               | 17 046                  | 32,36                   |
|                            | Laburista                                       | Allyson Barron             | 7 287                   | 13,83                   |
|                            | UKIP                                            | Stuart Agnew               | 2 382                   | 4,52                    |
|                            | BNP                                             | Edith Crowther             | 871                     | 1,65                    |
|                            | Verdi                                           | Susan Curran               | 752                     | 1,43                    |
|                            |                                                 |                            |                         |                         |
| Iscritti                   | Iscritti                                        | Iscritti                   | 73 161                  | 100,00                  |
| ↳ Votanti (% su iscritti)  | ↳ Votanti (% su iscritti)                       | ↳ Votanti (% su iscritti)  | 52 676                  | 72,00                   |
| ↳ Astenuti (% su iscritti) | ↳ Astenuti (% su iscritti)                      | ↳ Astenuti (% su iscritti) | 20 485                  | 28,00                   |
|                            |                                                 |                            |                         |                         |
|                            | Esito: collegio a Conservatore (nuovo collegio) |                            |                         |                         |

## Risultati dei referendum

### Referendum sulla permanenza del Regno Unito nell'Unione europea del 2016
|             | Collegio  | Lasciare UE % | Rimanere in UE % |
| ----------- | --------- | ------------- | ---------------- |
|             | Broadland | 54,0%         | 46,0%            |
| Inghilterra | 53,3%     | 46,7%         |                  |
| Regno Unito | 51,9%     | 48,1%         |                  |